# جيمس كوكو
جيمس كوكو (بالإنجليزية: James Coco)‏ مواليد 21 مارس 1930 في نيويورك، نيويورك، الولايات المتحدة - الوفاة 25 فبراير 1987 في نيويورك، الولايات المتحدة، هو ممثل أمريكي بدأ مسيرته الفنية سنة 1940. كما أنه من الفائزين بجائزة إيمي.

## الجوائز
| السنة | الجائزة                 | الفئة                                                     | النتيجة |
| ----- | ----------------------- | --------------------------------------------------------- | ------- |
| 1972  | جائزة غولدن غلوب        | أفضل ممثل مساعد                                           | رُشِّح     |
| 1982  | جائزة الأوسكار          | أفضل ممثل مساعد                                           | رُشِّح     |
| 1982  | جائزة غولدن غلوب        | أفضل ممثل مساعد                                           | رُشِّح     |
| 1983  | جائزة الإيمي برايم تايم | جائزة الإيمي برايم تايم لـ أفضل ممثل مساعد في مسلسل دراما | فوز     |

## روابط خارجية
- جيمس كوكو على موقع IMDb (الإنجليزية)
- جيمس كوكو على موقع ألو سيني (الفرنسية)
- جيمس كوكو على موقع تيرنر كلاسيك موفيز (الإنجليزية)
- جيمس كوكو على موقع أول موفي (الإنجليزية)
- جيمس كوكو على موقع قاعدة بيانات برودواي على الإنترنت (الإنجليزية)
- جيمس كوكو على موقع قاعدة بيانات الأفلام السويدية (السويدية)
- جيمس كوكو على موقع إن إن دي بي (الإنجليزية)
- جيمس كوكو على موقع ديسكوغز (الإنجليزية)
- جيمس كوكو على موقع قاعدة بيانات الفيلم (الإنجليزية)
- جيمس كوكو على موقع كينوبويسك (الروسية)